# Arrondissement de Greifenberg-en-Poméranie
L'arrondissement de Greifenberg-en-Poméranie, jusqu'en 1939 arrondissement de Greifenberg, est un arrondissement prussien de Poméranie-Orientale. Après la Seconde Guerre mondiale, la région est placée sous administration polonaise à l'été 1945 dans le cadre de l'Accord de Potsdam (de). Le territoire de l'arrondissement est maintenant dans la voïvodie de Poméranie-Occidentale.

## Localisation géographique
L'arrondissement, d'une superficie de 785 kilomètres carrés, est situé au centre de la province de Poméranie sur la côte de la mer Baltique et s'étend jusqu'à 35 kilomètres au sud. L'arrondissement est traversé par la Rega, qui se jette dans la mer Baltique au nord de Treptow. Au Moyen Âge, la Rega est une voie navigable importante qui joue un rôle majeur dans l'économie de la région de l'arrondissement. La région est dominée par des paysages de prairies et de landes et ne compte que peu de forêts. Aujourd'hui, l'ancien arrondissement se trouve au nord-ouest de la voïvodie polonaise de Poméranie-Occidentale.

## Histoire

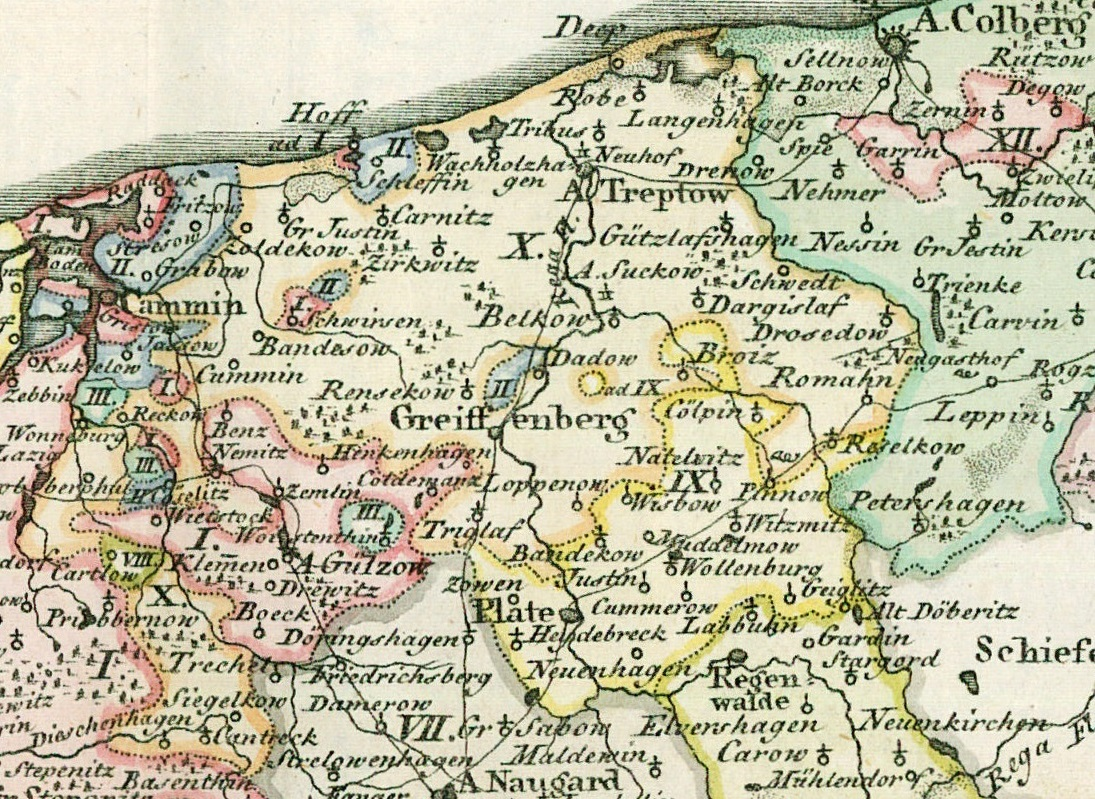
L'arrondissement de Greifenberg (X.) au XVIIIe siècle

Le territoire de l'arrondissement de 1818 à 1945

Lors de la création du duché de Poméranie au XIIe siècle, le territoire du futur arrondissement de Greifenberg se trouve sous la domination du duc Wartislaw Ier de la maison de Poméranie. À  l'époque de la fondation des villes poméraniennes, au milieu du XIIIe siècle, les descendants de Bogislaw Ier sont les maîtres de cette région, et c'est ainsi que le duc Wartislaw III de Demmin fonde en 1262 le futur chef-lieu de l'arrondissement de Greifenberg. Après l'extinction de la dynastie de Poméranie en 1637, les territoires de Poméranie-Orientale reviennent au Brandebourg-Prusse, qui procède à un nouveau découpage en arrondissements, dont celui de Greifenberg. Les villes de Greifenberg et Treptow-sur-la-Rega, les bureaux royaux de Suckow, Sulzhorst et Treptow ainsi qu'un grand nombre de villages et de domaines nobles font partie de l'arrondissement, dont le territoire est très fragmenté en raison de la structure de propriété de la noblesse,.
Depuis 1816, l'arrondissement fait partie du district de Stettin dans la province de Poméranie. En raison de la réforme des arrondissements le 1er janvier 1818 dans le district de Stettin, le territoire de l'arrondissement est arrondie,,. L'arrondissement de Greifenberg cède 69 villages à l'arrondissement de Cammin-en-Poméranie (de) et 29 villages à l'arrondissement de la principauté (de). Treize villages de l'arrondissement de Cammin et trois villages de l'arrondissement d'Osten (de) sont transférés dans l'arrondissement de Greifenberg. La ville de Greifenberg est nommée chef-lieu d'arrondissement.
En 1871, l'arrondissement de Greifenberg comprend les villes de Greifenberg et Treptow-sur-la-Rega, 85 communes et 53 districts de domaine. Le 30 septembre 1929, une réforme territoriale a lieu dans l'arrondissement, comme dans le reste de la Prusse, au cours de laquelle presque tous les districts de domaine sont dissous et attribués à des communes voisines. En 1939, l'arrondissement est transféré du district de Stettin au district de Köslin de la province de Poméranie.
En 1939, l'arrondissement comprend les deux villes de Greifenberg (10 800 habitants) et Treptow-sur-la-Rega (10 900 habitants), 80 autres communes et deux districts sans commune. La population totale de l'arrondissement est de 47 891 habitants lors du recensement de 1939. Le territoire de l'arrondissement est principalement agricole, c'est pourquoi près de 60% de la population active travaille dans l'agriculture et la sylviculture avant la Seconde Guerre mondiale. Outre les entreprises industrielles, la pêche côtière occupe une place importante et, avec les stations balnéaires de Rewal et Horst, le tourisme créé également de nombreux emplois.
La population de l'arrondissement, qui se caractérise principalement par l'agriculture, est généralement politiquement conservatrice, tout comme la plupart du reste de la population de Poméranie et d'autres régions rurales d'Allemagne.
Au printemps 1945, l'arrondissement est occupé par l'Armée rouge et, après la fin de la guerre à l'été 1945, est placé sous administration polonaise par les forces d'occupation soviétiques conformément à l'Accord de Potsdam (de), avec l'ensemble de Poméranie-Orientale. Dans la période qui suit, la plupart des habitants de l'arrondissement est expulsée par les autorités administratives polonaises locales.

## Évolution de la démographie
| Année | Habitants | Source |
| ----- | --------- | ------ |
| 1797  | 25 795    | [ 7 ]  |
| 1846  | 34 427    | [ 8 ]  |
| 1871  | 37 391    | [ 6 ]  |
| 1890  | 35 039    | [ 9 ]  |
| 1900  | 37 483    | [ 9 ]  |
| 1910  | 41 152    | [ 9 ]  |
| 1925  | 43 188    | [ 9 ]  |
| 1933  | 43 794    | [ 9 ]  |
| 1939  | 46 210    | [ 9 ]  |

## Administrateurs de l'arrondissement
0000–173900Ernst Ludwig von Voigt
1739–179200George Ulrich von Lettow (de)
1792–179500Adam von Grape (de)
1795–180400Hans Georg Alexander Friedrich von Köller (de)
1805–000000Johann Wilhelm Christoph Steobanus von Wriechen (de)
1818–185300Heinrich von der Marwitz (de)
1855–000000Hermann von der Marwitz (de)
0000–188300Carl von Woedtke (de)
1883–189400Reinhold von Woedtke (de)
1894–192300Adolf Gerhard Ludwig von Thadden (de)
1924–194500Hans Heinrich von Holstein (de)

## Villes et communes
En 1945, il y a deux villes, 80 communes et un district de domaine non constitué en commune dans l'arrondissement de Greifenberg :

### Villes
- Greifenberg-en-Poméranie
- Treptow-sur-la-Rega

### Communes
- Arnsberg
- Barckow
- Batzwitz
- Behlkow
- Borntin
- Broitz
- Dadow
- Dargislaff
- Darsow
- Deep
- Deutsch Pribbernow
- Dresow
- Dummadel
- Eiersberg
- Glansee
- Görke
- Grandshagen
- Groß Zapplin
- Gummin
- Gumminshof
- Gumtow
- Gützelfitz
- Gützlaffshagen
- Hagenow
- Hoff
- Hohen Drosedow
- Holm
- Horst (Seebad)
- Jatzel
- Kamp-Wustrow (de)
- Karnitz
- Kirchhagen oder Wachholzhagen
- Klein Zapplin
- Klätkow
- Koldemanz
- Kukahn
- Langenhagen
- Lensin
- Lewetzow
- Loppnow
- Lübsow
- Medewitz
- Mittelhagen
- Muddelmow
- Ninikow
- Parpart
- Prust
- Pustchow
- Rensekow
- Rensin (en)
- Rewahl
- Ribbekardt
- Robe
- Rottnow
- Rütznow
- Schellin
- Schleffin
- Schmalentin
- Schruptow
- Schwessow
- Sellin
- Streckentin
- Tressin
- Triebs
- Trieglaff
- Vockenhagen
- Voigtshagen
- Völschenhagen
- Wangerin
- Wendisch Pribbernow
- Wittenfelde
- Woedtke
- Zamow
- Zarben
- Zedlin
- Zimdarse
- Zirkwitz
- Zitzmar

#### District de domaine
- Distirct de domaine militaire de Neuhof, créé le 1er juillet 1941 par la fusion du district de domaine de Remonteamt Neuhof et du district de domaine Remonteamt Sukowshof[10]

### Communes dissoutes
- Belbuck (de), le 1er octobre 1937 en partie au Remonteamt Neuhof et à la ville de Treptow
- Groß Horst et Klein Horst, fusionnent en 1936/37 pour former la commune de Horst (station balnéaire).
- Johannisthal, vers 1929 à Dresow
- Klein Moitzow, vers 1929 à Zirkwitz
- Küssin, vers 1929 à Gützelfitz
- Völzin, vers 1929 à Ribbekardt
- Zicker, vers 1929 à Rütznow

## Transports
L'arrondissement de Greifenberg n'est relié au réseau ferroviaire prussien qu'en 1882 par la Société de chemin de fer d'Altdamm-Colberg. En 1906, les chemins de fer prussiens ne construisent que la liaison de Treptow à Cammin parallèlement à la côte.
Entre-temps, le Chemin de fer secondaire de Greifenberg (de), dans laquelle l'arrondissement et les villes de Greifenberg et Treptow sont impliqués, a mis en service un réseau de chemins de fer à voie étroite couvrant environ 115 km et 50 autres dans l'arrondissement voisin de Cammin. L'écartement des rails est de 750 mm au début, mais depuis 1901, il est de 1 000 mm.
La construction commence en 1896 avec la ligne de Greifenberg via Karnitz à la station balnéaire de Horst ; En 1898, la ligne de Greifenberg à Dargislaff suit à l'est de l'arrondissement. La connexion à Gülzow dans l'arrondissement voisin est ajoutée en 1901. La ville de Treptow devient alors le point de départ de trois lignes : 1907 vers Dargislaff, 1912 vers Deep sur la Mer baltique et 1913 vers Horst Seebad.
Depuis 1899, une ligne du chemin de fer secondaire de Colberg (de) vers Mühlenbruch bifurque à Dummadel. Au début de 1940, le petit réseau ferroviaire est intégré aux chemins de fer régionaux de Poméranie (de).